# Wolfgang Streeck
Wolfgang Streeck (27 de octubre de 1946, Lengerich, Alemania) es un sociólogo alemán. Es un especialista en el análisis crítico de la política economía capitalista desde un enfoque dialéctico entre el análisis institucional y las variedades más rígidas del capitalismo contemporáneo mostrando sus limitaciones y fallas, entre los que destaca la política de austeridad, el surgimiento de lo que denomina estado de la deuda como resultado de la revolución neoliberal de la década de 1980, la crisis fiscal del Estado, de  los sindicatos y las relaciones laborales así como el incierto futuro de la Unión Europea.

## Biografía
Wolfgang Streeck nació el 27 de octubre de 1946 en Lengerich, Alemania. Se graduó en 1972 de sociología de la Universidad Johann Wolfgang Goethe de Fráncfort del Meno. Entre 1976 y 1980 fue investigador del Instituto Internacional de Gestión en Berlín mientras que realizaba estudios de sociología en la Universidad de Columbia donde se graduó en 1974. En este mismo año fue profesor asistente de sociología en el Departamento de Economía y Ciencias Sociales de la Universidad de Münster. Entre 1988 y 1995 trabajó como profesor de sociología y relaciones industriales de la Universidad de Wisconsin-Madison. En 1995 regresó a Alemania para ocupar el puesto  Director de Instituto Max Planck para los Estudios de Sociedades y profesor de sociológia de la Facultad de Economía y Ciencias Sociales de la Universidad de Colonia. En 2014 se jubiló llegando a ser Director Emérito. Streeck está casado y tiene dos hijos.

## Refundación de la Unión Europea
Streeck ha analizado lo que el presidente francés Emmanuel Macron «en sus momentos más exuberantes, denomina una refondation de Europa». Así, en 2022 consideró que propuestas como la introducción de la votación por mayoría en el Consejo en lo concerniente a la política exterior de la UE, la reducción del número de carteras de la Comisión Europea o disposiciones más estrictas sobre el Estado de derecho en los Tratados serían inaceptables «para Polonia y Hungría, y presumiblemente también para otros países». Streeck ha recordado que acabar con la unanimidad en la UE «requiere unanimidad, un obstáculo que ni siquiera Angela Merkel había podido superar». El analista también destacó que la guerra ruso-ucraniana puso de manifiesto que «los sueños de una Europa dotada de “soberanía estratégica”» habían pasado a ser quimeras.

## Críticas al capitalismo

### ¿Cómo terminará el capitalismo? - 2014
En 2014 Streeck escribió un artículo en New Left Review denominado ¿Cómo terminará el capitalismo?, en el que planteó la crisis del capitalismo que se evidencia en una larga serie de problemas políticos y económicos que tienen su origen en el final de la prosperidad de la posguerra mundial a mediados de la década de 1960. Streeck escribió este artículo para hablar de la crisis del capitalismo, destacando tres tendencias a largo plazo en las trayectorias de los países capitalistas ricos y altamente industrializados: primero, el declive persistente de la tasa de crecimiento económico; segundo, la persistente deuda global en los principales Estados capitalistas, donde los gobiernos, los hogares y las empresas financieras y no financieras llevan más de cuarenta años acumulando obligaciones financieras; y tercero, la desigualdad económica, tanto de ingresos como de riqueza.
Para Streeck, lo que resulta más alarmante es que estas tres tendencias críticas pueden reforzarse mutuamente. El crecimiento constante, la moneda sólida y un mínimo de equidad social, que extienda algunos de los beneficios del capitalismo a los que no tienen capital, se han considerado desde hace mucho tiempo los prerrequisitos para que una economía política capitalista obtenga la legitimación necesaria. Sin embargo, la deuda creciente, además de no detener el declive del crecimiento económico, agrava la desigualdad por medio de los cambios estructurales asociados a la financiarización, que a su vez tenía por objeto compensar a los asalariados y a los consumidores por la creciente desigualdad de ingresos provocada por el estancamiento de los salarios y los recortes de los servicios públicos.
Streeck plantea que la crisis del capitalismo corresponde a un proceso continuo de declive gradual, aplazado, pero a pesar de ello aparentemente inexorable. Desde la crisis de 2008, los gobiernos –principalmente el de Estados Unidos- han seguido siendo manejados con firmeza por el capital financiero. El crecimiento sigue siendo anémico, como los mercados de trabajo; una enorme liquidez sin precedentes ha sido incapaz relanzar la economía; y la desigualdad está alcanzado cada vez cotas más sorprendentes, mientras que el 1 % de los rentistas se ha apropiado del poco crecimiento que existe.
Un problema con la democracia
La crisis del capitalismo plantea necesariamente el declive de la relación entre capitalismo y democracia. Aunque el capitalismo y la democracia se han considerado adversarios durante mucho tiempo, el acuerdo de la posguerra pareció lograr su reconciliación. Sin embargo, actualmente han vuelto a emerger las dudas sobre la compatibilidad de una economía capitalista y un sistema de gobierno democrático. La legitimidad de la democracia de posguerra se basaba en la premisa de que los Estados tenían la capacidad de intervenir en los mercados y corregir los errores en pro del beneficio de los ciudadanos. No obstante, décadas de desigualdad creciente, así como la impotencia de los Gobiernos antes, durante y después de la crisis del 2008, han dejado dudas sobre dicha capacidad.
Un aspecto esencial de la retórica antidemocrática actual es la crisis fiscal del Estado contemporáneo, como se ve reflejado en el aumento de la deuda pública desde la década de 1970. El deterioro de la deuda pública relacionado con las bajadas generales de los niveles de tributación, Streeck afirma que está siendo, utilizada políticamente para justificar los recortes en el gasto estatal y la privatización de los servicios públicos, constriñendo la intervención democrática redistributiva en la economía capitalista.
La protección institucional de la economía de mercado en relación con las interferencias democráticas ha avanzado en las últimas décadas. Los sindicatos, en muchos países están en declive y la política económica se ha entregado en muchos Estados a bancos centrales independientes. Así como los ciudadanos corrientes como las élites, (por motivos opuestos) están perdiendo la fe en los gobiernos democráticos y su idoneidad para reestructurar la sociedad de acuerdo con los imperativos del mercado.
¿El capitalismo al borde del precipicio?
Wolfgang Streeck afirmó que en vista de las décadas de caída del crecimiento, del aumento de la desigualdad y del endeudamiento creciente (así como la agonía constante de la inflación, de la deuda pública y de la implosión financiera desde la década de 1970) el capitalismo se debe definir como un fenómeno histórico, que no sólo tiene un comienzo, sino también un final. Bajo esta premisa Streeck, sugiere que nos acostumbremos a pensar en el final del capitalismo sin asumir la responsabilidad de contestar a la pregunta de qué proponer en su lugar. Pues el prejuicio de que el capitalismo sólo terminará cuando una sociedad nueva y mejor este lista, implica un grado de control político sobre nuestro destino común que aún estamos lejos de alcanzar. Esto se evidencia en que ni si siquiera los tecnócratas máximos del capitalismo tienen la menor idea de cómo recomponer el sistema de nuevo.
Para Streeck, el avance capitalista ha destruido ya prácticamente todas las agencias que pudieran estabilizarlo a base de limitarlo; la clave está en que la estabilidad del capitalismo como sistema- económico depende de que se contenga su dinámica interna por medio de fuerzas compensatorias: por intereses e instituciones colectivas que sometan la acumulación capital a controles y equilibrios sociales. Sin embargo, Streeck plantea que el capitalismo puede debilitarse por exceso de éxito.
La imagen que Streeck propone del final del capitalismo es la de un sistema social con un fallo crónico, por sus propias causas y al margen de la ausencia de una alternativa viable. Aunque no se pueda saber con certeza cuándo y cómo desaparecerá el capitalismo, y que vendrá en su lugar, lo importante, para Streeck, es que no existe ninguna fuerza disponible de la que pueda esperarse que cambie las tres tendencias en caída libre: el crecimiento económico, la igualdad social y la estabilidad financiera.
Concebir el final del capitalismo como proceso en lugar de como acontecimiento, exige plantear la cuestión de como definir el capitalismo. Streeck plantea que para determinar si el capitalismo está vivo, moribundo o muerto, se debe definir "como una sociedad moderna que asegura su reproducción colectiva como un efecto colateral no intencionado de la optimización racional individualizada de los beneficios competitivos en busca de la acumulación de capital, por medio de un «proceso de trabajo» que combina capital de propiedad privada con fuerza de trabajo mercantilizada, cumpliendo la promesa de Mandeville de convertir los vicios privados en beneficios públicos". Para Streeck es esta la promesa que el capitalismo contemporáneo ya no puede cumplir: la de terminar su existencia histórica como un orden social que se auto reproduce, sostenible, previsible y legítimo.
Una victoria pírrica
Aparentemente, existen muchas razones para que el capitalismo no haya llegado a su fin. Respecto a la desigualdad, se podría pensar que la gente puede acostumbrarse a ella. También existen numerosos ejemplos de Gobiernos que son reelegidos tras recortar el gasto social y privatizar los servicios públicos con el objetivo de aplicar una política monetaria ortodoxa beneficiosa para los propietarios del dinero. En cuanto al deterioro medioambiental, se podría pensar que tiene lugar con lentitud en comparación con la duración de la vida humana individual. Y los avances tecnológicos con los que se compra tiempo, como el fracking, no pueden ser descartados, y si la capacidad pacificadora del consumismo tiene límites, está claro que estamos lejos de alcanzarlos.
Sin embargo, Streeck plantea que el hecho de que el capitalismo no tenga oposición puede constituir más una desventaja que una ventaja. Los sistemas sociales progresan principalmente por la heterogeneidad interna, por el pluralismo de los principios organizativos que los protegen de la dedicación exclusiva a un objetivo único, excluyendo otros que también deben ser perseguidos para que el sistema sea sostenible. Bajo este contexto, el capitalismo se ha beneficiado del ascenso de movimientos contradictorios, pero éste sólo puede sobrevivir mientras no sea completamente capitalista; ya que ni el capitalismo ni la sociedad que lo alberga, se han librado de las “impurezas necesarias”. En este sentido, la derrota de la oposición al capitalismo puede que haya sido una victoria pírrica, que elimina las fuerzas de contrapeso, que si bien pueden ser molestas, lo habían apoyado en la práctica. Así Streeck plantea ¿Podría ser que el capitalismo triunfante se haya convertido en su propio peor enemigo?
Fronteras de la mercantilización
Streeck retoma la idea de los límites sociales contra la expansión del mercado de Karl Polanyi, referente a su concepto de las tres “mercancías ficticias”: el trabajo, la tierra y el dinero. Define las mercancías ficticias como «un recurso al que las leyes de la oferta y la demanda se le aplican solo de manera parcial y difícilmente, si es que se le aplican; por lo tanto sólo puede ser tratado como una mercancía de una manera regulada cuidadosa y limitadamente, ya que una mercantilización total la destruiría o la haría inutilizable». Sin embargo, si las instituciones restrictivas no limitan la expansión del mercado, hay un riesgo en auto debilitarse y poner en peligro la viabilidad del sistema capitalista económico y social. Streeck plantea que incluso, la expansión del mercado ha alcanzado ya un umbral crítico respecto a las tres mercancías ficticias de Polanyi, al haber sido erosionadas las salvaguardad institucionales que servían para protegerlas de la mercantilización total. 
En las tres mercancías ficticias hay limitaciones que se centran en las exigencias cada vez más duras que el sistema de empleo impone al trabajo humano, que los sistemas de producción y consumo capitalista imponen sobre los recursos naturales finitos, y que el sistema financiero y bancario impone a la confianza de las personas en pirámides de dinero, crédito y deuda cada vez más complejas.
La excesiva mercantilización del dinero fue lo que derrumbó la economía global en el 2008. Respecto a la mercantilización de la tierra, Streeck señala la tensión entre el principio capitalista de expansión infinita y la provisión finita de los recursos naturales. Por lo que se está produciendo una carrera entre el agotamiento de la naturaleza, por una parte, y la innovación tecnológica, por otra. En cuanto a la mercantilización del trabajo humano, Streeck señala que puede haber alcanzado un punto crítico. Los mercados de trabajo no consiguen mejorar y el desempleo aumenta, mientras que la movilidad global permite a los empresarios reemplazar trabajadores locales poco dispuestos a la flexibilidad por trabajadores migrantes dispuestos a todo.
Streeck afirma que la cuestión de cómo y dónde debe restringirse la acumulación de capital para proteger las tres mercancías ficticias de la mercantilización total ha sido debatida a lo largo de toda la historia del capitalismo. Pero actualmente, el trabajo, la tierra y el dinero se han convertido simultáneamente en áreas de crisis después de que la «globalización» haya dotado a las relaciones y a las cadenas de producción del mercado de una capacidad sin precedentes para traspasar los límites de las jurisdicciones políticas y jurídicas de las naciones.
Cinco problemas
Streeck afirma que hemos llegado a una situación en la que se puede observar al capitalismo a punto de fallecer, por haber eliminado a su oposición, “muriendo de una sobredosis de sí mismo”. Esta muerte la evidencia en cinco problemas sistémicos del capitalismo: estancamiento, redistribución oligárquica, saqueo del dominio público, corrupción y anarquía global. 
- Para hablar del estancamiento económico, Streeck cita el ensayo de Robert Gordon en donde plantea seis factores no tecnológicos, que los llama los “vientos en contra”,[12] que producirán un estancamiento duradero. Dentro de estos factores Streeck resalta dos relacionados con el bajo crecimiento: la desigualdad y el exceso de la deuda del consumidor y del Gobierno. Las teorías sobre el estancamiento del crecimiento económico, son apoyadas por personajes como Lawrence Summers, Ben Bernanke y Paul Krugman. Summers confesó haber perdido la esperanza de que los tipos de interés cercanos a cero fueran a producir crecimiento económico significativo en el futuro inmediato, en un mundo que en su opinión padecía un exceso de capital.

- Respecto del segundo problema, Streeck plantea que no hay ninguna señal de que la tendencia duradera hacia una mayor desigualdad económica sea modificada. La desigualdad deprime el crecimiento, por causas Keynesianas y otras, sin embargo, el dinero que proporcionan los bancos centrales para recuperar el crecimiento aumenta aún más la desigualdad, al inflar el sector financiero e invitar a la inversión especulativa en lugar de a la producción. En este sentido, la redistribución hacia arriba se hace oligárquica: en lugar de servir a un interés colectivo de progreso económico, como prometía la economía neoclásica, se centra en la extracción de los recursos de unas sociedades cada vez más empobrecidas y en declive.

- El tercer problema, es decir el saqueo del dominio público por medio de la infrafinanciación y la privatización está muy relacionada con el problema anterior. Este problema, según Streeck tiene su origen en la transición en dos fases, desde 1970: del Estado fiscal al Estado endeudado y de éste finalmente al Estado de consolidación o de austeridad. Entre los factores se encuentran la evasión fiscal, la huida fiscal, los impuestos diseñados a medida y la extorsión de recortes fiscales a los Gobiernos, realizada por parte de las empresas e individuos que reciben grandes ingresos. Desde antes del 2008 se asumió que la crisis fiscal del Estado se solucionaba disminuyendo el gasto en lugar de subir los impuestos, especialmente a los ricos. La consecuencia es lo que se observa hoy en día: el estancamiento económico combinado con la redistribución oligárquica.

- La corrupción es el cuarto problema del capitalismo contemporáneo. Si bien el fraude y la corrupción siempre han acompañado al capitalismo, hoy en día con el ascenso del sector financiero se ha aumentado. Las financias plantean la dificultad de distinguir el rompiento de las normas, pues los rendimientos por las actividades ilegales o semilegales son altos, en donde las empresas más grandes no solo son demasiado grandes para caer, sino también demasiado grandes para ser encarceladas, dada su importancia para la política económica nacional y la recaudación tributaria. En este sentido, Streeck plante que el deterioro moral del capitalismo tiene relación con su declive económico y el intento de Max Weber de evitar que se confundiera el capitalismo y la codicia ha fracasado pues, hoy en día el capitalismo se ha convertido en sinónimo de corrupción.

- El quinto y último problema, se refiere a la necesidad del capitalismo global de tener un centro para asegurar su periferia y proporcionarle un régimen monetario creíble. Sin embargo, el capitalismo contemporáneo padece cada vez más de la anarquía global, pues la función del dólar como divisa de referencia internacional está cuestionada y la búsqueda de una alternativa internacional, no está dando resultados en la medida en que Estados Unidos no puede renunciar al privilegio de endeudarse en su propia moneda.

En síntesis, Streeck plantea en que el capitalismo como orden social sostenido por la promesa del progreso colectivo sin límite, está en una situación crítica. El crecimiento está generando el estancamiento secular; el progreso económico que queda es cada vez menor y menos compartido; y la confianza en la economía monetaria capitalista se soporta sobre promesas crecientes que cada vez es menos probable que se cumplan. Desde la década de 1970, el centro capitalista ha sufrido tres crisis sucesivas, una inflacionaria, otra de sus finanzas públicas y otra más del endeudamiento privado. Actualmente, en una complicada fase de transición, su supervivencia depende de que los bancos centrales le proporcionen liquidez sintética ilimitada. Adicionalmente, cada vez más, el matrimonio entre la fuerza del capitalismo con la democracia vigente desde 1945 se está rompiendo. En las tres fronteras de la mercantilización (el trabajo, la naturaleza y el dinero) las instituciones reguladoras que restringen el avance del capitalismo para su propio bien se han derrumbado, y tras la victoria final del capitalismo sobre sus enemigos no se vislumbra ninguna agencia política capaz de reconstruirlas. El sistema capitalista está actualmente afectado, por lo menos, por cinco problemas que empeoran y de los que no existe una cura inmediata: descenso del crecimiento, oligarquía, liquidación de la esfera pública, corrupción y anarquía internacional.

### La crisis del capitalismo democrático - 2011
En el 2011, Wolfgang Streeck escribió Las crisis del capitalismo democrático en el número 71 de la revista New Left Review. Allí planteó que la tensión que existe en la configuración político-económica de las sociedades capitalistas avanzadas se manifiesta en la crisis económica contemporánea. Dicho en otras palabras, la crisis económica actual solo se puede entender en el marco de la transformación intrínsecamente conflictiva que se está produciendo en la formación social que él denomina: capitalismo democrático. Streeck parte del hecho de que el capitalismo democrático se consolidó en el hemisferio “occidental” únicamente hasta después de la Segunda Guerra Mundial, y que éste se ha caracterizado por tener una serie de crisis enmarcadas en un conflicto endémico entre los mercados capitalistas y la política democrática. 
¿Mercados versus votantes?
El antagonismo existente entre el capitalismo y la democracia no son exactamente nuevas, de hecho se remonta al siglo XIX. Sin embargo, luego de la Segunda Guerra Mundial, se generalizó la idea de que para que el capitalismo fuera compatible con la democracia debía estar sometido al control político, con el propósito de evitar que la propia democracia se viera limitada en nombre del libre mercado. Por su lado, según la teoría económica dominante, las crisis económicas se deben a las intromisiones políticas que distorsionan el mercado buscando objetivos sociales. 
En este sentido, Streeck plantea que existen varias formas de conceptualizar las causas subyacentes de dicho antagonismo entre el capitalismo y la democracia. Para esto, define el capitalismo democrático “como una economía política gobernada por dos principios o regímenes en conflicto de asignación de los recursos: uno que opera según la «productividad marginal», en función de los méritos manifestados en el «juego libre de las fuerzas de mercado»; y el otro basado en las necesidades o derechos sociales, expresados en las opciones colectivas de la política democrática”.
Aunque si bien casi nunca coincidan estos principios del todo en el capitalismo democrático, los gobiernos deben obedecer supuestamente a ambos principios de manera simultánea. Sin embargo, en la práctica se privilegia uno de ellos en detrimento del otro, hasta que se ven castigados por las consecuencias. Streeck plantea que desde la perspectiva de la utopía liberal, la economía enseña a los ciudadanos y políticos que la verdadera justicia es la justicia del mercado, que recompensa a cada uno según su contribución, en lugar de juzgar sus necesidades como derechos. No obstante, en la realidad es muy difícil pensar que se pueda apartar a las personas de sus derechos sociales y políticos no sometidos a la ley del mercado y al derecho de propiedad. En realidad la gente tiende a favorecer lo social sobre lo económico. 
Para la economía, las crisis aparecen como resultado del fracaso de los gobiernos que no respetan las leyes naturales auténticas gobernantes de la economía. Mientras que una teoría de la economía política percibe las crisis como manifestaciones de las “reacciones Kaleckianas” de los propietarios de recursos productivos ante la intromisión de la política democrática en sus dominios, impidiendo así que se explote plenamente el poder del mercado.	
Streeck concluye que aunque una economía suficientemente descontextualizada puede modelarse como algo que tiende al equilibrio, no se puede hacer lo mismo con una economía política. La política capitalista ha hecho todo lo posible por librarnos del oportunismo democrático corrupto para llevarnos a los mercados autorregulados, sin embargo,  hasta ahora la resistencia democrática se mantiene, y con ella las distorsiones que origina continuamente en las economías de mercado.	
Los acuerdos de posguerra
La tregua que se llevó a cabo entre capitalismo y  democracia después de la Segunda Guerra Mundial, significaba esencialmente que la clase obrera organizada aceptaba el mercado capitalista y los derechos de propiedad a cambio de la democracia política, que le garantizaba seguridad social y un aumento permanente del nivel de vida. Esta tregua incluía expansión del Estado de bienestar, el derecho de los trabajadores a la libre negociación colectiva y una garantía política de pleno empleo suscrita por gobiernos. Sin embargo, a partir de 1960, cuando el crecimiento comenzó a disminuir, estos acuerdos se hicieron difíciles de mantener. 
A finales de la década de 1960 se produjo de hecho una oleada mundial de militancia obrera, alentada por la arraigada convicción de que el nivel de vida creciente era un derecho político y por la pérdida del miedo al desempleo. A partir de 1970 los gobiernos del mundo occidental creyeron en que una política monetaria flexible era la única salida posible, incluso permitiendo la coexistencia de la negociación colectiva y libre el pleno empleo,  dejando como consecuencia un aumento generalizado de la tasa de inflación que se iba acrecentando cada vez más con el tiempo. 
En este sentido, Streeck plantea que la inflación se puede describir como un reflejo monetario del conflicto distributivo entre una clase obrera que exige seguridad en el empleo y una mayor participación en la renta del país, y una clase capitalista que se esfuerza por maximizar el rendimiento de su capital. En la medida en que hay una incompatibilidad entre ambas partes respecto de lo que es suyo por derecho, uno insistiendo en los derechos asociados a la ciudadanía y el otro en los de la propiedad y el poder de mercado, la inflación se puede considerar también como una expresión de anomia en una sociedad que, por razones estructurales, no puede alcanzar criterios comunes de justicia social. Tal como John Goldhorpe sugirió a finales de 1970, ahí radica la dificultad de erradicar una elevada inflación en una economía de mercado democrático-capitalista que permite a los trabajadores y los ciudadanos corregir la influencia del mercado mediante la acción política colectiva. 
Baja inflación, mayor desempleo
A partir de 1979 la inflación se contuvo cuando Paul Volcker, presidente del Banco de la Reserva Federal de EE. UU., bajo la administración de Jimmy Carter, elevó los tipos de interés a alturas sin precedentes, provocando que el desempleo alcanzara niveles nunca vistos desde la Gran Depresión. 
En los años subsiguientes, las tasas de inflación permanecieron bajas en el mundo capitalista, pero el desempleo fue creciendo y también la deuda pública. Dentro de las múltiples causas del aumento de la deuda pública se encontraba: la aversión de los contribuyentes a los impuestos debido al estancamiento del crecimiento. 
Una consecuencia de la baja de la inflación, como instrumento para cerrar la brecha entre las reivindicaciones de los ciudadanos y las de «los mercados», fue que la carga de asegurar la paz social recayó sobre el Estado. A medida que la pugna entre el mercado y la distribución social se desplazaba del mercado laboral a la arena política, la presión electoral iba sustituyendo las reivindicaciones sindicales. 
Desregulación y deuda privada
La llegada de Bill Clinton a la presidencia de los Estados Unidos, significó volver a una política de austeridad que suponía marcados recortes en el gasto público y cambios en la política social y entre 1998 y 2000 el gobierno federal estadounidense obtuvo un superávit presupuestario por primera vez en décadas.
No obstante, esto no significó que el gobierno de Clinton lograra pacificar la economía política democrático capitalista sin recurrir a recursos económicos adicionales todavía no producidos. La estrategia de Clinton dependía en gran medida de desregulación del sector financiero, en donde aparecieron oportunidades de endeudamiento para los ciudadanos y las empresas. En este sentido, el gobierno ya no era quien se endeudaba para financiar el acceso igualitario a una vivienda decente o a la educación, sino que ahora eran los ciudadanos individuales los que, con un régimen de crédito extremadamente generoso, podían o debían endeudarse corriendo sus propios riesgos.
La deuda individual reemplazaba a la pública y en esta forma, a diferencia de la época de la deuda pública, en la que el gobierno utilizaba los recursos futuros para su uso presente endeudándose, ahora tales recursos provenían de los individuos que vendían, en los mercados financieros liberalizados, compromisos de pago de una parte significativa de sus futuras ganancias a instituciones de crédito que a su vez les proporcionaban la capacidad inmediata de comprar lo que quisieran. Sin embargo, todo esto se derrumbó en el 2008, cuando sorpresivamente se desboronó la pirámide de Ponzi  del crédito internacional sobre la que había descansado la prosperidad de finales de la década de 1990 y principios de la siguiente.
La deuda soberana
A partir de este año, señala Streeck, la crisis del capitalismo democrático de posguerra entró en su cuarta y última etapa, luego de las fases sucesivas de la inflación, el déficit público y el endeudamiento privado. Luego del 2008, el conflicto distributivo bajo el capitalismo democrático se ha enmarcado en una tensión entre los inversores financieros globales y los Estados-nación soberanos. Mientras que en el pasado los trabajadores luchaban contra los patronos, los contribuyentes contra los ministros de Hacienda y los deudores privados contra los bancos privados, hoy en día, las instituciones financieras son las que se enfrentan a los propios Estados.
Dada la cantidad de deuda que arrastran la mayoría de los Estados hoy día, hasta el menor aumento del tipo de interés sobre los títulos de la deuda puede provocar un desastre presupuestario. Por otra parte, los mercados deben evitar empujar a los Estados a declararse en quiebra, lo que siempre es una opción abierta para un gobierno que sufre presiones intolerables del mercado. 
Esta tensión en el capitalismo democrático caracterizada por las reivindicaciones de derechos sociales y los efectos del libre mercado trae como consecuencia que el ciudadano medio pagará –por la consolidación de la deuda pública, la eventual bancarrota de otros países, los crecientes tipos de interés sobre la deuda pública, y si es necesario, por otro rescate de los bancos nacionales e internacionales– con sus ahorros privados, con los recortes en los servicios públicos y su deterioro, y con impuestos más altos.
Desplazamientos sucesivos
Durante las cuatro décadas transcurridas desde el final del crecimiento de posguerra, el epicentro de la tensión tectónica en el seno del capitalismo democrático se ha trasladado de un emplazamiento institucional a otro, dando lugar a una sucesión de perturbaciones económicas diferentes, pero relacionadas sistémicamente. En ese sentido aun persisten los choques entre las ideas populares de justicia social y la persistencia de los privilegiados en la justicia de mercado, pero ahora esta vez en los mercados internacionales de capital y en las complejas contiendas que tienen lugar actualmente entre las instituciones financieras y los electorados, gobiernos, Estados y organizaciones internacionales.
La tolerancia hacia la inflación, la aceptación del endeudamiento público y la desregulación del crédito privado no fueron más que apaños provisionales para unos gobiernos enfrentados a un conflicto aparentemente inevitable entre los dos principios contradictorios de asignación bajo el capitalismo democrático: derechos sociales por un lado y productividad marginal, tal como la evalúa el mercado, por el otro. Aunque funcionaron por un tiempo, comenzaron a desatar problemas dejando en evidencia que la reconciliación entre la estabilidad social y la economía en las democracias capitalistas es un proyecto utópico.
Desorden político
Streeck afirma que en los últimos años ha disminuido notablemente la posibilidad de gestionar políticamente el capitalismo democrático en el sistema político-económico emergente global. Como consecuencia de ello, crecen los riesgos, tanto para la democracia como para la economía.
Actualmente parece imposible repetir el rescate público del capitalismo privado siguiendo el modelo de 2008, porque las finanzas públicas están ya exhaustas. En ese contexto, la democracia corre tanto peligro como la economía en la actual crisis, si no más. Tanto por la precarización de la «integración sistémica» de la sociedad contemporánea –esto es, el funcionamiento eficiente de su economía mía capitalista–, como su «integración social». 
Así mismo, con la llegada de una nueva era de austeridad, la capacidad de los Estados-nación de mediar entre los derechos de los ciudadanos y las exigencias de la acumulación capitalista se ha visto seriamente afectada. Las crisis y contradicciones del capitalismo democrático se han internacionalizado, afectando no solo a los Estados sino también a las relaciones entre ellos. «Los mercados» han comenzado a dictar intransigentemente lo que los Estados, supuestamente soberanos y democráticos, pueden hacer por sus ciudadanos y lo que deben negarles.
Streeck plantea que los Estados deben atender a lo que «los mercados» les dictan, lo que hace que los ciudadanos perciban cada vez más a sus gobiernos no como agentes propios, sino de otros Estados u organizaciones internacionales como el FMI o la Unión Europea, mucho más inmunes frente a la presión electoral que el Estado-nación tradicional. Por ejemplo, en países como Grecia e Irlanda,  la democracia quedará borrada durante muchos años; a fin de comportarse «responsablemente», tal como preceptúan los mercados e instituciones internacionales, los gobiernos nacionales tendrán que imponer una austeridad estricta, desoyendo lo que puedan querer sus ciudadanos.
Streeck concluye afirmando que las ciencias sociales pueden hacer muy poco, o quizá nada, para resolver las tensiones y contradicciones estructurales que subyacen bajo el desorden económico y social actual. Lo que sí pueden hacer, no obstante, es exponerlas a la luz y discernir las continuidades históricas que permiten entenderlas plenamente. Hoy más que nunca, el poder económico parece haberse convertido en poder político, mientras que los ciudadanos se ven casi totalmente privados de sus defensas democráticas y de su capacidad de exigir a la economía política intereses y demandas incompatibles con las de los propietarios del capital.

## Críticas a Wolfgang Streeck
Jürgen Habermas, en su escrito Os explico porqué la izquierda europea se equivoca considera que Strecck defiende, en vez de la consolidación y reforzamiento democrático del proyecto europeo a medio hacer y el equilibro entre política y mercado, el desmontaje de lo hecho hasta ahora en Europa volviendo a las fortalezas de los años sesenta y setenta a fin de defender y restaurar la situación anterior más equilibrada en lo que respecta a mercado y política. Para Habermas esta posición peca de nostálgica ya que los Estados de los años sesenta del siglo XX están superados por la realidad -globalización- que les ha hecho perder soberanía real frente a los mercados y considera que solo desde un marco institucional más amplio, Europa, se puede establecer una política fiscal, social y económica más equilibrada.

## Actividad política
Desde 2018 Streeck está involucrado en el movimiento Aufstehen (Levantarse). Compartiendo el discurso de este movimiento, Streeck demuestra una nostalgia hacia un retorno a los estados nacionales abogando por «renacionalizar la política económica» como alternativa al «actual modelo institucional y político de la Unión Europea» que define como «producto de la neoliberal década de 1990».

## Premios y honores
- 2012 - Premio a la Contribución Sobresaliente a la Comprensión Pública de la Sociología - Asociación Alemana de Sociología ( DGS )
- 2011 - Orden del Mérito tierra de Renania del Norte Westfalia
- 2006 - Miembro Honorario de la Sociedad para el avance de la Socio- Economía.
- 2002 - Comendador de la República Italiana
- Desde 2002- miembro de la academia europea
- 2000 - Doctor honoris causa de Ciencias de la Universidad de Birmingham
- 2000-2003 - presidente honorario de la Asociación para el Estudio de la política alemana
- Desde 1998 - miembro de la Berlín-Brandenburgische Akademie der Wissenschaften

## Obra publicada de Wolfgang Streeck

### Libros de W. Streeck

#### Libros en español
- 2016 - Comprando tiempo, Katz Editores, ISBN 9788415917267
- 2017 - ¿Cómo terminará el capitalismo?, Traficantes de sueños, ISBN 978-84-947196-0-8

#### Libros en alemán e inglés
- Schäfer, Armin and Wolfgang Streeck (Hg.): Politics in the Age of Austerity. Cambridge: Polity Press, 2013
- Streeck, Wolfgang: Gekaufte Zeit: Die vertagte Krise des demokratischen Kapitalismus. Berlín: Suhrkamp, 2013.
- Streeck, Wolfgang: Re-Forming Capitalism: Institutional Change in the German Political Economy. Oxford und NY: Oxford University Press, 2009.
- Kocka, Jürgen, Martin Kohli und Wolfgang Streeck (Hg.): Altern: Familie, Zivilgesellschaft, Politik. Altern in Deutschland, Bd. 8. Nova Acta Leopoldina N.F. Bd. 106, Nr. 370. Stuttgart: Wissenschaftliche Verlagsgesellschaft mbH, 2009.
- Stolleis, Michael und Wolfgang Streeck (Hg.): Aktuelle Fragen zu politischer und rechtlicher Steuerung im Kontext der Globalisierung. Baden-Baden: Nomos, 2007.
- Crouch, Colin and Wolfgang Streeck, eds.: The Diversity of Democracy: Corporatism, Social Order and Political Conflict. London: Edward Elgar, 2006.
- Streeck, Wolfgang, Jürgen Grote, Volker Schneider and Jelle Visser, eds.: Governing Interests. London and New York: Routledge, 2006.
- Streeck, Wolfgang and Kathleen Thelen, eds.: Beyond Continuity: Institutional Change in Advanced Political Economies. New York: Oxford University Press, 2005.

### Artículos de W. Streeck
- E Pluribus Unum? Varieties and Commonalities of Capitalism. In: Granovetter, Mark and Richard Swedberg, eds., 2011: The Sociology of Economic Life. 3rd edition. Boulder, Colorado: Westview, 419-455. MPIfG Discussion Paper 10/12, Köln: Max-Planck-Institut für Gesellschaftsforschung, 2010.
- Institutions in History. Bringing Capitalism Back In. In: Glenn Morgan, John L. Campbell, Colin Crouch, Ove Kaj Pedersen and Richard Whitley (Ed.), The Oxford Handbook of Comparative Institutional Analysis. Oxford/New York: Oxford University Press, 2010, 659-686. Auch als MPIfG Discussion Paper 09/8, Köln: Max-Planck-Institut für Gesellschaftsforschung, 2009.
- Korporatismus. In: Gosepath, Stefan, Wilfried Hinsch und Axel von Werder (Hg.), Handbuch der Politischen Philosophie und Sozialphilosophie, Bd. 1. Berlín: De Gruyter, 2008, 655-658.
- Business Associations. In: Beckert, Jens, and Milan Zafirovsky, eds., 2005: International Encyclopedia of Economic Sociology. London and New York: Routledge, 33-35.
- Theories and Practices of Neocorporatism (with Lane Kenworthy). In: Janoski, Thomas, Robert R. Alford, Alexander M. Hicks and Mildred A. Schwartz, eds., 2005: The Handbook of Political Sociology. Cambridge: Cambridge University Press, 441-460.
- The Sociology of Labor Markets and Trade Unions. In: Smelser, Neil J. and Richard Swedberg, eds., 2005: The Handbook of Economic Sociology: Second Edition, Princeton: Princeton University Press, 254-283.
- Mitbestimmung, unternehmerische. In: Schreyögg, Georg and Axel von Werder, eds., 2004: Handwörterbuch Unternehmensführung und Organisation. Stuttgart: Schäffer-Poechel Verlag, 880-888.
- Trade Unions as Political Actors (with Anke Hassel). In: Addison, John T. and Claus Schnabel, eds., 2003: International Handbook of Trade Unions. Cheltenham: Edward Elgar Publishing, 335-365.
- Interest Group Organization (with Anke Hassel). In: Malcolm Warner, ed., 2002: International Encyclopedia of Business and Management, Second Edition. London: Thomson Learning, Vol. 4, 3182-3192.
- Labor Unions. In: Smelser, Neil and Paul Baltes, eds., 2001: International Encyclopedia of the Social and Behavioral Sciences. Ámsterdam etc.: Elsevier, 8214-8220.
- Western Europe (The History of Unions in Western Europe). Encyclopedia Britannica, Macropedia, Work and Employment, 1993, 953-956.

Artículos sobre el Capitalismo
- Kapitalismus: Warum arbeiten wir so viel? In: Kaube, Jürgen und Jörn Laakmann (Hg.), Das Lexikon der offenen Fragen. Sttugart: J.B. Metzler, 2015, 106-107.
- Warum der Euro Europa spaltet statt es zu einigen. In: Leviathan 43, 2015, No. 3, 365-387.
- Heller, Schmitt and the Euro. In: European Law Journal 21(3), 2015, 361-370.
- Comment on „On History and Policy: Time in the Age of Neoliberalism”. In: Journal of the Philosophy of History 9, 2015, 33-40.
- The Rise of the European Consolidation State. MPIfG Discussion Paper 15/1, Köln: Max-Planck-Institut für Gesellschaftsforschung, 2015.
- Comment on Wolfgang Merkel, “Is Capitalism Compatible with Democracy?” In: Zeitschrift für Vergleichende Politikwissenschaft 9, 2015, H. 1-2, 49-60.
- Politische Ökonomie als Soziologie: Kann das gutgehen? In: Zeitschrift für Theoretische Soziologie 1/2014, 147-166.
- How Will Capitalism End? In: New Left Review 87, May/June 2014, 35-64.
- Deutsche Übersetzung: Wie wird der Kapitalismus enden? In: Blätter für deutsche und internationale Politik 3/2015, 99-111 (Teil I) und 4/2015, 109-120 (Teil II). Italienische Übersetzung: Il capitalismo morirà per overdose. In: MicroMega 5/2015 - almanacco della scienza, 161-196.
- Taking Crisis Seriously: Capitalism on Its Way Out. In: Stato e mercato, Nr. 100, April 2014, 45-67.
- The Politics of Public Debt: Neoliberalism, Capitalist Development, and the Restructuring of the State. In: German Economic Review 15, 2014, 143-165. Also as MPIfG Discussion Paper 13/7, Köln: Max-Planck-Institut für Gesellschaftsforschung, 2013.
- Will Expansion Work? On Mark Blyth, Austerity: The history of a dangerous idea. In: Comparative European Politics 11, 2013, No. 6, 722-728.
- Moral Categories in the Financial Crisis (with Marion Fourcade, Philippe Steiner and Cornelia Woll). In: Socio-Economic Review, Vol. 11, 2013, 601-627. Auch als MaxPo Discussion Paper 13/1, Paris: Max Planck Sciences Po Center on Coping with Instability in Market Societies, 2013.
- Die Krise der Staatsfinanzen: Demokratieversagen? Kapitalismusversagen! In: Der moderne Staat 6, 2013, H. 1, 7-20. Auch in: Nonnenmacher, Günther und Andreas Rödder (Hg.), Kapitalismus und Demokratie: Vierte Tendenzwende-Konferenz der F.A.Z. am 15. und 16. November 2012 in Berlín. Frankfurt: F.A.Z., 2013, 14-20. Auch in: Heun, Werner (Hg.), Staatsschulden: Ursachen, Wirkungen und Gefahren. Schriftenreihe der Bundeszentrale für politische Bildung, Bd. 1602. Bonn: bpb, 2015, 28-45.
- Politics in the Age of Austerity (ed., with Armin Schäfer). Cambridge: Polity Press, 2013.
- Introduction: Politics in the Age of Austerity (with Armin Schäfer). In: Schäfer, Armin and Wolfgang Streeck, eds., 2013: Politics in the Age of Austerity. Cambridge: Polity Press, 1-25.
- Public Finance and the Decline of State Capacity in Democratic Capitalism (with Daniel Mertens). In: Schäfer, Armin and Wolfgang Streeck, eds., 2013: Politics in the Age of Austerity. Cambridge: Polity Press, 26-58.
- The Crisis in Context: Democratic Capitalism and its Contradictions. In: Schäfer, Armin and Wolfgang Streeck, eds., 2013: Politics in the Age of Austerity. Cambridge: Polity Press, 262-286.
- On Fred Block, Varieties of what? Should we still be using the Concept of Capitalism? In: Julian Go (Ed.), Political Power and Social Theory, Bingley: Emerald Group Publishing Limited, Vol. 23, 2012, 311-321.
- Citizens as Customers: Considerations on the New Politics of Consumption. In: New Left Review 76, July/August 2012, 27-47.
- Wissen als Macht, Macht als Wissen: Kapitalversteher im Krisenkapitalismus. In: Merkur: Deutsche Zeitschrift für europäisches Denken 66, 2012, No. 9/10, 776-787.
- How to Study Contemporary Capitalism? In: European Journal of Sociology 53, 2012, No. 1, 1-28.
- Der öffentliche Auftrag der Soziologie. In: Leviathan 40, 2012, No. 1, 129-147.
- On Greta R. Krippner “Capitalizing on Crisis: The Political Origin of the Rise of Finance”, Cambridge, Harvard University Press, 2011. In: Socio-Economic Review, Vol. 10, 2012, No. 2, 408-414.
- The Crises of Democratic Capitalism. In: New Left Review 71, Sept/Oct 2011, 5-29. German translation: Lettre International 95, Winter 2011, 7-17. French translation: Le Monde diplomatique, Janvier 2012, 10-11. A slightly extended version: The Crisis in Context: Democratic Capitalism and its Contradictions. MPIfG Discussion Paper 11/15, Köln: Max-Planck-Institut für Gesellschaftsforschung, 2011.
- Taking Capitalism Seriously: Towards an Institutional Approach to Contemporary Political Economy. In: Socio-Economic Review, Vol. 9, 2011, No. 1, 137-167. MPIfG Discussion Paper 10/15, Köln: Max-Planck-Institut für Gesellschaftsforschung, 2010.
- E Pluribus Unum? Varieties and Commonalities of Capitalism. In: Granovetter, Mark and Richard Swedberg, eds., 2011: The Sociology of Economic Life. 3rd edition. Boulder, Colorado: Westview, 419-455. MPIfG Discussion Paper 10/12, Köln: Max-Planck-Institut für Gesellschaftsforschung, 2010.
- Institutions in History: Bringing Capitalism Back In. In: Glenn Morgan, John L. Campbell, Colin Crouch, Ove Kaj Pedersen and Richard Whitley (Ed.), The Oxford Handbook of Comparative Institutional Analysis. Oxford/New York: Oxford University Press, 2010, 659-686. MPIfG Discussion Paper 09/8, Köln: Max-Planck-Institut für Gesellschaftsforschung, 2009.
- Und wenn jetzt noch eine Krise käme? In: Frank Schirrmacher, Thomas Strobl (Hg.), Die Zukunft des Kapitalismus. Berlín: Suhrkamp, 2010, 144-148.
- Re-Forming Capitalism: Institutional Change in the German Political Economy. Oxford and New York: Oxford University Press, 2009.
- On Re-Forming Capitalism: Institutional Change in the German Political Economy. Reply. In: Socio-Economic Review, Vol. 8, 2010, No. 3, 573-580.
- The fiscal crisis continues: From liberalization to consolidation. In: Comparative European Politics, Vol. 8, 2010, 505-514.
- Four Books On Capitalism. In: Socio-Economic Review, Vol. 7, 2009, No. 4, 741-754.
- Educating Capitalists: A Rejoinder to Wright and Tsakalatos. In: Socio-Economic Review, Vol. 2, No. 3, 2004, 425-483.
- Taking Uncertainty Seriously: Complementarity as a Moving Target. Österreichische Nationalbank Wien: Proceedings of OeNB Workshops, Vol. 1, No.1, 2004, 101-115.
- The Transformation of Corporate Organization in Europe: An Overview. In: Jean-Philippe Touffut, ed., 2003 : Institutions, Innovation and Growth. Cheltenham: Edward Elgar Publishing, 4-44. French: La transformation de‘l organisation de l‘enterprise en Europe: une vue d‘esemble. In: Robert M. Solow, ed., 2001 : Institutions et croissance: les chances d‘un modele economique europeen. Paris: Bibliotheque Albin Michel Economie, 175-230.
- The End of Diversity? Prospects for German and Japanese Capitalism (ed., with Kozo Yamamura). Ithaca, NY: Cornell University Press, 2003.
- Introduction: Convergence or Diversity? Stability and Change in German and Japanese Capitalism (with Kozo Yamamura). In: Yamamura, Kozo and Wolfgang Streeck, eds., 2003: The End of Diversity? Prospects for German and Japanese Capitalism. Ithaca, NY: Cornell University Press, 1-50.
- The Origins of Nonliberal Capitalism: Germany and Japan (ed., with Kozo Yamamura). Ithaca and London: Cornell University Press, 2001.
- Introduction: Explorations into the Origins of Nonliberal Capitalism in Germany and Japan. In: Streeck, Wolfgang and Kozo Yamamura, eds., 2001: The Origins of Nonliberal Capitalism: Germany and Japan. Ithaca and London: Cornell University Press, 1-38.
- Entstaatliche Wirtschaft, vermarktete Demokratie? Spekulationen über demokratische Beteiligung in expandierenden Märkten. In: Hans Georg Zilian, ed., 2000: Politische Teilhabe und politische Entfremdung im Zeitalter der Internationalisierung. Steirische Winterakademie für Gesellschaftsanalyse. Graz and Wien: Nausner und Nausner, 53-68.
- Internationale Wirtschaft, nationale Demokratie: Herausforderungen für die Demokratietheorie (ed.). Schriften des Max-Planck-Instituts für Gesellschaftsforschung, Köln (Sonderband). Frankfurt am Main: Campus, 1998.
- Einleitung: Internationale Wirtschaft, nationale Demokratie? In: Streeck, Wolfgang, (ed.), 1998: Internationale Wirtschaft, nationale Demokratie: Herausforderungen für die Demokratietheorie. Schriften des Max-Planck-Instituts für Gesellschaftsforschung, Köln (Sonderband). Frankfurt am Main: Campus, 1998, 11-58.
- Political Economy of Modern Capitalism: Mapping Convergence and Diversity (ed., with Colin Crouch). London: Sage, 1997. French: Les capitalismes en Europe. Paris: Editions La Découverte, 1996.
- Introduction: The Future of Capitalist Diversity (with Colin Crouch). In: Crouch, Colin and Wolfgang Streeck, eds., 1997: Political Economy of Modern Capitalism: Mapping Convergence and Diversity, London: Sage, 1-18.
- German Capitalism: Does it Exist? Can it Survive? In: Crouch, Colin and Wolfgang Streeck, eds., 1997: Political Economy of Modern Capitalism: Mapping Convergence and Diversity. London: Sage, 33-54. Also in: New Political Economy, Vol. 2, No. 2, 1997, 237-256.

Artículos sobre la crisis fiscal del Estado
- The Rise of the European Consolidation State. MPIfG Discussion Paper 15/1, Köln: Max-Planck-Institut für Gesellschaftsforschung, 2015.
- The Politics of Public Debt: Neoliberalism, Capitalist Development, and the Restructuring of the State. In: German Economic Review 15, 2014, 143-165.
- Will Expansion Work? On Mark Blyth, Austerity: The history of a dangerous idea. In: Comparative European Politics 11, 2013, No. 6, 722-728.
- Moral Categories in the Financial Crisis (with Marion Fourcade, Philippe Steiner and Cornelia Woll). In: Socio-Economic Review, Vol. 11, 2013, 601-627. Auch als MaxPo Discussion Paper 13/1, Paris: Max Planck Sciences Po Center on Coping with Instability in Market Societies, 2013.
- Die Krise der Staatsfinanzen: Demokratieversagen? Kapitalismusversagen! In: Der moderne Staat 6, 2013, H. 1, 7-20. Auch in: Nonnenmacher, Günther und Andreas Rödder (Hg.), Kapitalismus und Demokratie: Vierte Tendenzwende-Konferenz der F.A.Z. am 15. und 16. November 2012 in Berlín. Frankfurt: F.A.Z., 2013, 14-20. Auch in: Heun, Werner (Hg.), Staatsschulden: Ursachen, Wirkungen und Gefahren. Schriftenreihe der Bundeszentrale für politische Bildung, Bd. 1602. Bonn: bpb, 2015, 28-45.
- Nach der Krise ist in der Krise: Aussichten auf die Innenpolitik des europäischen Binnenmarktstaats. In: Leviathan 41, 2013, H. 2, 324-342.
- Politics in the Age of Austerity (ed., with Armin Schäfer). Cambridge: Polity Press, 2013.
- Introduction: Politics in the Age of Austerity (with Armin Schäfer). In: Schäfer, Armin and Wolfgang Streeck, eds., 2013: Politics in the Age of Austerity. Cambridge: Polity Press, 1-25.
- Public Finance and the Decline of State Capacity in Democratic Capitalism (with Daniel Mertens). In: Schäfer, Armin and Wolfgang Streeck, eds., 2013: Politics in the Age of Austerity. Cambridge: Polity Press, 26-58.
- The Crisis in Context: Democratic Capitalism and its Contradictions. In: Schäfer, Armin and Wolfgang Streeck, eds., 2013: Politics in the Age of Austerity. Cambridge: Polity Press, 262-286.
- Gekaufte Zeit: Die vertagte Krise des demokratischen Kapitalismus. Berlín: Suhrkamp, 2013. Italian translation: Tempo guadagnato: La crisi rinviata del capitalismo democrático. Mailand. Giangiacomo Feltrinelli, 2013.
- Wissen als Macht, Macht als Wissen: Kapitalversteher im Krisenkapitalismus. In: Merkur: Deutsche Zeitschrift für europäisches Denken 66, 2012, No. 9/10, 776-787.
- On Greta R. Krippner “Capitalizing on Crisis: The Political Origin of the Rise of Finance”, Cambridge, Harvard University Press, 2011. In: Socio-Economic Review, Vol. 10, 2012, No. 2, 408-414.
- Markets and Peoples: Demokratic Capitalism and European Integration. In: New Left Review 73, Jan/Feb 2012, 63-71.traducción al francés: Les marchés et les peuples: capitalisme démocratique et intégration européenne. In: Durand, Cédric (Ed.): En finir avec l’Europe. Paris: La Fabrique éditions, 2013, 59-70.
- Die Fiskalkrise und die Einheit Europas (mit Jens Beckert). In: Aus Politik und Zeitgeschichte, 4/2012, 7-17.
- The Crises of Democratic Capitalism. In: New Left Review 71, Sept/Oct 2011, 5-29. German translation: Lettre International 95, Winter 2011, 7-17. French translation: Le Monde diplomatique, Janvier 2012, 10-11. A slightly extended version: The Crisis in Context: Democratic Capitalism and its Contradictions. MPIfG Discussion Paper 11/15, Köln: Max-Planck-Institut für Gesellschaftsforschung, 2011.
- Fiscal Austerity and Public Investment: Is the Possible the Enemy of the Necessary? (with Daniel Mertens). MPIfG Discussion Paper 11/12, Köln: Max-Planck-Institut für Gesellschaftsforschung, 2011.
- Politik im Defizit: Austerität als fiskalpolitisches Regime (mit Daniel Mertens). In: Der moderne Staat 3, 2010, No. 1, 7–29. MPIfG Discussion Paper 10/5, Köln: Max-Planck-Institut für Gesellschaftsforschung, 2010.
- Noch so ein Sieg, und wir sind verloren. Der Nationalstaat nach der Finanzkrise. In: Leviathan 38, 2010, No. 2, 159-173.
- An Index of Fiscal Democracy (mit Daniel Mertens). MPIfG Working Paper 10/3, Köln: Max-Planck-Institut für Gesellschaftsforschung, 2010.
- Politik im Defizit (mit Daniel Mertens). In: Berliner Republik 4/2010, 14-17.
- The fiscal crisis continues: From liberalization to consolidation. In: Comparative European Politics, Vol. 8, 2010, 505-514.
- Endgame? The Fiscal Crisis of the German State. In: Miskimmon, Alister, William E. Paterson und James Sloam (Hg.), Germany‘s Gathering Crisis: The 2005 Federal Election and the Grand Coalition. Basingstoke: Palgrave Macmillan, 2009, 38-63. Siehe auch MPIfG Discussion Paper 07/7.
- Fino-gioco? La crisi fiscale dello stato tedesco. In: Stato e mercato, Nr. 80, August 2007, 177-207.
- Endgame? The Fiscal Crisis of the German State. MPIfG Discussion Paper 07/7, Köln: Max-Planck-Institut für Gesellschaftsforschung, 2007.
- A State of Exhaustion: A Comment on the German Election of 18 September. In: The Political Quaterly, Vol. 77, No. 1, January-March 2006, 79-88.

Artículos sobre la flexibilidad de los mercados y las sociedades estables
- Kinder, Arbeit und Konsum: Warum Demografie und politische Ökonomie nicht zu trennen sind. In: MPIfG Jahrbuch 2015-2016, Köln: Max-Planck-Institut für Gesellschaftsforschung, 2015, 67-72.
- Gekaufte Zeit: Die vertagte Krise des demokratischen Kapitalismus. Berlín: Suhrkamp, 2013. Italian translation: Tempo guadagnato: La crisi rinviata del capitalismo democrático. Mailand. Giangiacomo Feltrinelli, 2013.
- Flexible Employment, Flexible Families, and the Socialization of Reproduction. In: Coulmas, Florian and Ralph Lützeler, eds., 2011: Imploding Populations in Japan and Germany: A Comparison. Leiden: Brill, 63-95. Extended Version as MPIfG Working Paper 09/13, Köln: Max-Planck-Institut für Gesellschaftsforschung, 2009.
- Volksheim oder Shopping Mall? Die Reproduktion der Gesellschaft im Dreieck von Markt, Sozialstruktur und Politik. In: WestEnd. Neue Zeitschrift für Sozialforschung, Jg. 8, 2011, Heft 2, 43-64.
- Flexible Markets, Stable Societies? MPIfG Working Paper 08/6, Max-Planck-Institut für Gesellschaftsforschung, Köln. Auch in: Soeffner, Hans-Georg (Hg.), Unsichere Zeiten: Herausforderungen gesellschaftlicher Transformationen. Verhandlungen des 34. Kongresses der Deutschen Gesellschaft für Soziologie in Jena 2008, Bd. 1. Wiesbaden: VS Verlag für Sozialwissenschaften, 2010, 445-458. Sowie in: Herbert Obinger, Elmar Rieger (Hg.), Wohlfahrtsstaatlichkeit in entwickelten Demokratien: Herausforderungen, Reformen und Perspektiven: Festschrift für Stephan Leibfried. Schriften des Zentrums für Sozialpolitik, Bd. 20. Frankfurt/New York: Campus, 2009, 137-150.
- Industrial Relations Today: Reining in Flexibility. MPIfG Working Paper 08/3, Köln: Max-Planck-Institut für Gesellschaftsforschung, 2008. Also in: Economics, Management, and Financial Markets, Vol. 4, 2009, No. 3, 15-36.

Artículos sobre los cambios institucionales
- Von der Gesellschaftssteuerung zur sozialen Kontrolle: Rückblick auf ein halbes Jahrhundert Soziologie in Theorie und Praxis. In: Blätter für deutsche und internationale Politik 1/2015, 63-80.
- Die Fiskalkrise und die Einheit Europas (mit Jens Beckert). In: Aus Politik und Zeitgeschichte, 4/2012, 7-17.
- Institutions in History: Bringing Capitalism Back In. In: Glenn Morgan, John L. Campbell, Colin Crouch, Ove Kaj Pedersen and Richard Whitley (Ed.), The Oxford Handbook of Comparative Institutional Analysis. Oxford/New York: Oxford University Press, 2010, 659-686. MPIfG Discussion Paper 09/8, Köln: Max-Planck-Institut für Gesellschaftsforschung, 2009.
- Re-Forming Capitalism: Institutional Change in the German Political Economy. Oxford and New York: Oxford University Press, 2009.
- Beyond Continuity: Institutional Change in Advanced Political Economies (ed., with Kathleen Thelen). Oxford and New York: Oxford University Press, 2005, xviii + 290.
- Introduction: Institutional Change in Advanced Political Economies (with Kathleen Thelen). In: Streeck, Wolfgang and Kathleen Thelen, eds., 2005: Beyond Continuity: Institutional Change in Advanced Political Economies. Oxford and New York: Oxford University Press, 1-39. Also as: Institutional Change in Advanced Political Economies (with Kathleen Thelen). In: Bob Hancké (ed.), Debating Varieties of Capitalism: A Reader. Oxford: Oxford University Press, 2009, 95-131.
- Rejoinder: On Terminology, Functionalism (historical), Institutionalism and Liberalization. In: Socio-Economic Review, Vol. 3, 2005, 577-587.
- Dialogue on Instutional Complementarity and Political Economy (with Colin Crouch, Robert Boyer, Bruno Amable, Peter A. Hall and Gregory Jackson). Socio-Economic Review, Vol. 3, No. 2, 2005, 359-382.

Artículos sobre los sistemas de producción
- Skills and Politics: General and Specific. In: Busemeyer, Marius R. and Christine Trampusch, eds., 2012: The Political Economy of Collective Skill Formation. Oxford: Oxford University Press, 317-352. Also as MPIfG Discussion Paper 11/1, Köln: Max-Planck-Institut für Gesellschaftsforschung, 2011.
- On Suzanne Berger, How We Compete: What Companies Around the World Are Doing to Make it in Today‘s Global Economy, New York, Doubleday, 2005. Panel at the SASE 2008 Annual Meeting, San José, Costa Rica (with Kathleen Thelen, Joshua Whitford, Jonathan Zeitlin and Suzanne Berger). In: Socio-Economic Review, Vol. 7, 2009, No. 3, 505-533.
- Rejoinder: On Terminology, Functionalism (historical), Institutionalism and Liberalization. In: Socio-Economic Review, Vol. 3, 2005, 577-587.
- Dialogue on Instutional Complementarity and Political Economy (with Colin Crouch, Robert Boyer, Bruno Amable, Peter A. Hall and Gregory Jackson). Socio-Economic Review, Vol. 3, No. 2, 2005, 359-382.
- Beneficial Constraints: On the Economic Limits of Rational Voluntarism, in: Hollingsworth, J. Rogers and Robert Boyer, eds., 1997: Contemporary Capitalism: The Embeddedness of Institutions. Cambridge: Cambridge University Press, 197-219. Italian: Vincoli benefici: sui limiti economici del attore razionale. Stato e mercato, No. 41, 1994, 185-213.
- Lean Production in the German Automobile Industry? A Test Case for Convergence Theory. In: Berger, Suzanne and Ronald Dore, eds., 1996: National Diversity and Global Capitalism. Ithaca: Cornell University Press, 138-170.
- Governing Capitalist Economies: Performance and Control of Economic Sectors (ed., with J. Rogers Hollingsworth and Philippe C. Schmitter), New York and Oxford: Oxford University Press, 1994.
- Capitalism, Sectors, Institutions and Performance (with J. Rogers Hollingsworth and Philippe C. Schmitter). In: J. Rogers Hollingsworth, Philippe C. Schmitter and Wolfgang Streeck, eds., 1994: Governing Capitalist Economies: Performance and Control of Economic Sectors. New York and Oxford: Oxford University Press, 3-16.
- Countries and Sectors: Concluding Remarks on Performance, Convergence and Competitiveness (with J. Rogers Hollingsworth). In: Hollingsworth, J. Rogers, Philippe C. Schmitter and Wolfgang Streeck, eds., 1994: Governing Capitalist Economies: Performance and Control of Economic Sectors. New York and Oxford: Oxford University Press, 270-300.
- Social Institutions and Economic Performance: Studies of Industrial Relations in Advanced Capitalist Economies. London and Beverly Hills: Sage, 1992.
- Successful Adjustment to Turbulent Markets: The Automobile Industry. In: Katzenstein, Peter J., ed., 1989: Industry and Politics in West Germany: Toward the Third Republic. Ithaca and London: Cornell University Press, 113-156.
- Beyond Keynesianism: The Socio-Economics of Production and Employment (ed., with Egon Matzner). London: Edward Elgar, 1991. Paperback 1994.
- On the Institutional Conditions of Diversified Quality Production. In: Matzner, Egon and Wolfgang Streeck, eds., 1991: Beyond Keynesianism: The Socio Economics of Production and Employment. London: Edward Elgar, 21-61.

Artículos sobre la política económica de Alemania
- Heller, Schmitt and the Euro. In: European Law Journal 21(3), 2015, 361-370.
- L’Allemagne, puissance sans désir. In: Le monde diplomatique, May 2015, 17, 20. Italienische Übersetzung: L’egemonia tedesca che la Germania non vuole. In: Il Mulino 4/15, 601-613.
- The German Political Economy Today. In: Unger, Brigitte (ed.), The German Model: Seen by Its Neighbours. SE Publishing, 2015, 81-86.
- On Re-Forming Capitalism: Institutional Change in the German Political Economy. Reply. In: Socio-Economic Review, Vol. 8, 2010, No. 3, 573-580.
- The fiscal crisis continues: From liberalization to consolidation. In: Comparative European Politics, Vol. 8, 2010, 505-514.
- Re-Forming Capitalism: Institutional Change in the German Political Economy. Oxford and New York: Oxford University Press, 2009.
- Nach dem Korporatismus: Neue Eliten, neue Konflikte. In: Herfried Münkler, Grit Straßenberger, Matthias Bohlender (Hg.), Deutschlands Eliten im Wandel. Frankfurt und New York: Campus, 2006, 149-175. Auch in: Berlin-Brandenburgische Akademie der Wissenschaften: Berichte und Abhandlungen, Band 11. Akademie-Verlag 2006, 265-290.
- Economic Reform and the Political Economy of the German Welfare State (with Christine Trampusch). In: German Politics, Vol. 14, No. 2, 174-195. Also in: Dyson, Kenneth and Stephen Padgett, eds., 2005: The Politics of Economic Reform in Germany. Oxford: Routledge.
- Industrial Relations: From State Weakness as Strength to State Weakness as Weakness: Welfare Corporatism and the Private Use of the Public Interest. In: Green, Simon and William E. Paterson, eds., 2005: Governance in Contemporary Germany: The Semisovereign State Revisited. Cambridge: Cambridge University Press, 138-164. Italienische Übersetzung: La debolezza dello stato da risorsa a vincolo: il corporativismo dello stato sociale e l'uso privato del pubblico interesse. Stato e mercato, No. 70, 2004, 3-36.
- Mitbestimmung, unternehmerische. In: Schreyögg, Georg and Axel von Werder, eds., 2004: Handwörterbuch Unternehmensführung und Organisation. Stuttgart: Schäffer-Poechel Verlag, 880-888.
- Germany: Beyond the Stable State (ed., with Herbert Kitschelt). Special Issue of West European Politics, Vol. 26, No. 4. London: Frank Cass, 2003. Book Version: London and Portland: Frank Cass, 2003.
- From Stability to Stagnation: Germany at the Beginning of the Twenty-First Century (with Herbert Kitschelt). Introduction: Kitschelt, Herbert and Wolfgang Streeck, eds., 2003: Germany: Beyond the Stable State. London: Frank Cass, 1-34.
- The Crumbling Pillars of Social Partnership (with Anke Hassel). In: Kitschelt, Herbert and Wolfgang Streeck, eds., 2003: Germany: Beyond the Stable State. London: Frank Cass, 101-124.
- Alle Macht dem Markt? Fallstudien zur Abwicklung der Deutschland AG (ed., with Martin Höpner). Schriften des Max-Planck-Instituts für Gesellschaftsforschung Köln, Vol. 47. Frankfurt and New York: Campus, 2003.
- Einleitung: Alle Macht dem Markt? (with Martin Höpner). In: Streeck, Wolfgang and Martin Höpner, eds., 2003: Alle Macht dem Markt? Frankfurt am Main: Campus, 11-59.
- The End of Diversity? Prospects for German and Japanese Capitalism (ed., with Kozo Yamamura). Ithaca, NY: Cornell University Press, 2003.
- Introduction: Convergence or Diversity? Stability and Change in German and Japanese Capitalism (with Kozo Yamamura). In: Yamamura, Kozo and Wolfgang Streeck, eds., 2003: The End of Diversity? Prospects for German and Japanese Capitalism. Ithaca, NY: Cornell University Press, 1-50.
- The Origins of Nonliberal Capitalism: Germany and Japan (ed., with Kozo Yamamura). Ithaca and London: Cornell University Press, 2001.
- Introduction: Explorations into the Origins of Nonliberal Capitalism in Germany and Japan. In: Streeck, Wolfgang and Kozo Yamamura, eds., 2001: The Origins of Nonliberal Capitalism: Germany and Japan. Ithaca and London: Cornell University Press, 1-38.
- High Equality, Low Activity: The Contribution of the Social Wefare System to the Stability of the German Collective Bargaining Regime. Review Symposium on Harry C. Katz and Owen Darbishire, Converging Divergences: Worldwide Changes in Employment Systems. Industrial and Labor Relations Review, Vol. 54, April 2001, No. 3, 698-706.
- Die Gewerkschaften im Bündnis für Arbeit. In: Abel, Jörg and Hans-Joachim Sperling, eds. , 2001: Umbrüche und Kontinuitäten: Perspektiven nationaler und internationaler Arbeitsbeziehungen. Walther Müller-Jentsch zum 65. Geburtstag. München: Rainer Hampp Verlag, 271-279. Excerpts in: „Bewegte Zeiten - Arbeit an der Zukunft", Dokumentation der Wissenschaftlichen Konferenz des DGB, "50 Jahre DGB", am 11. und 12. Oktober 1999 in München. Gewerkschaftliche Monatshefte, Vol. 50, No. 12, 1999, 797-802.
- Benchmarking Deutschland: Arbeitsmarkt und Beschäftigung (with others). Bericht der Arbeitsgruppe Benchmarking und der Bertelsmann Stiftung. Berlín and Heidelberg: Springer, 2001.
- Tarifautonomie und Politik: Von der Konzertierten Aktion zum Bündnis für Arbeit. In: Gesamtverband der metallindustriellen Arbeitgeberverbände, ed., 2001: Die deutschen Arbeitsbeziehungen am Anfang des 21. Jahrhunderts. Wissenschaftliches Kolloquium aus Anlaß des Ausscheidens von Dr. Werner Stumpfe als Präsident von Gesamtmetall. Köln: Deutscher Institutsverlag, 76-102.
- Ist die Einrichtung eines "Niedriglohnsektors" die letzte Beschäftigungschance für gering qualifizierte Arbeitnehmer? In: Otto Brenner Stiftung, ed. , 2000: Niedriglohnsektor und Lohnsubventionen im Spiegel des Arbeits- und Sozialrechts. Frankfurt am Main: Bund Verlag, 11-23.
- Von Nutzen und Nutzung des Korporatismus in einer Gesellschaft im Wandel. In: Bührer, Werner and Edgar Grande, eds. , 2000: Unternehmerverbände und Staat in Deutschland. Baden-Baden: Nomos Verlag, 53-61.
- Die wirtschaftlichen Folgen der Mitbestimmung (ed., with Bernd Frick and Norbert Kluge). Kommission Mitbestimmung, Bertelsmann Stiftung/Hans-Böckler-Stiftung. Frankfurt am Main: Campus, 1999.
- Mitbestimmung in Deutschland: Tradition und Effizienz (ed., with Norbert Kluge). Kommission Mitbestimmung, Bertelsmann Stiftung/Hans-Böckler-Stiftung. Frankfurt am Main: Campus, 1999.
- An Arbeit fehlt es nicht (with Rolf G. Heinze). Der Spiegel, 19/1999, 38-45.
- Pay Restraint without Incomes Policy: Constitutionalized Monetarism and Industrial Unionism in Germany. In: Boyer, Robert, Ronald Dore and Zoe Mars, eds., 1994: The Return to Incomes Policy. London: Francis Pinter, 118-140. French in: Boyer, Robert and Ronald Dore, eds., 1994 : Les politiques des revenus en Europe. Paris: Editions La Découverte, 147-164.
- Industrial Relations in West Germany: The Case of the Car Industry. London: Heinemann, New York: St. Martin's Press, 1984.
- Neo-Corporatist Industrial Relations and the Economic Crisis in West Germany. In: John Goldthorpe, ed., 1984: Order and Conflict in Contemporary Capitalism: Studies in the Political Economy of West European Nations. Oxford: Clarendon Press, 1984, 291-314. Italian in: Carrieri, Mimmo and Paolo Perulli, eds., 1985: Il teorema sindacale: Flessibilita e competizione nelle relazioni industriali. Bologna: Società Editrice Il Mulino, 185-228.
- Co-Determination: The Fourth Decade. In: Wilpert, Bernhard and Arndt Sorge, eds., 1984: International Perspectives on Organizational Democracy. International Yearbook of Organiz
- ational Democracy, Vol. II. London: John Wiley & Sons, 391-422.
- * Between Pluralism and Corporatism. German Business Associations and the State. Journal of Public Policy, Vol. 3, 1983, 265-284.

Artículos sobre la integración europea
- Monetary Disunion: The Domestic Politics of Euroland (mit Lea Elsässer). In: Journal of European Public Policy, published online 16 Sep 2015 unter http://dx.doi.org/10.1080/13501763.2015.1080287 . Auch als MPIfG Discussion Paper 14/17, Köln: Max-Planck-Institut für Gesellschaftsforschung, 2014.
- Warum der Euro Europa spaltet statt es zu einigen. In: Leviathan 43, 2015, No. 3, 365-387. English Version: Why the Euro divides Europe. In: NLR 95 (September/ October 2015), 5-26. Online http://newleftreview.org/II/95/wolfgang-streeck-why-the-euro-divides-europe .
- L’Allemagne, puissance sans désir. In: Le monde diplomatique, May 2015, 17, 20. Italienische Übersetzung: L’egemonia tedesca che la Germania non vuole. In: Il Mulino 4/15, 601-613.
- The Rise of the European Consolidation State. MPIfG Discussion Paper 15/1, Köln: Max-Planck-Institut für Gesellschaftsforschung, 2015.
- Comment on Wolfgang Merkel, “Is Capitalism Compatible with Democracy?” In: Zeitschrift für Vergleichende Politikwissenschaft 9, 2015, H. 1-2, 49-60.
- Aus der Krise nach “Europa”? Vergangenheit und Zukunft in Geschichte und politischer Ökonomie. In: Journal of Modern European History 12, 2014, No. 3, 299-316.
- Small-State Nostalgia? The Currency Union, Germany, and Europe: A Reply to Jürgen Habermas. In: Constellations Vol. 21, 2014, No. 2, xxx-xxx. Translation of “Vom DM-Nationalismus zum Euro-Patriotismus? Ein Replik auf Jürgen Habermas“. In: Blätter für deutsche und internationale Politik 9/2013, 75-92.
- Vom DM-Nationalismus zum Euro-Patriotismus? Eine Replik auf Jürgen Habermas. In: Blätter für deutsche und internationale Politik 9/2013, 75-92.
- Nach der Krise ist in der Krise: Aussichten auf die Innenpolitik des europäischen Binnenmarktstaats. In: Leviathan 41, 2013, H. 2, 324-342.
- Gekaufte Zeit: Die vertagte Krise des demokratischen Kapitalismus. Berlin: Suhrkamp, 2013.
- Auf den Ruinen der Alten Welt: Von der Demokratie zur Marktgesellschaft. In: Blätter für deutsche und internationale Politik 12/2012, 61-72.
- Markets and Peoples: Demokratic Capitalism and European Integration. In: New Left Review 73, Jan/Feb 2012, 63-71. Französische Übersetzung/French translation: Les marchés et les peuples: capitalisme démocratique et intégration européenne. In: Durand, Cédric (Ed.): En finir avec l’Europe. Paris: La Fabrique éditions, 2013, 59-70.
- Germany. In: European Societies, 14, 2012, No. 1, 136-138.
- Die Fiskalkrise und die Einheit Europas (mit Jens Beckert). In: Aus Politik und Zeitschichte, 4/2012, 7-17.
- On Neil Fligstein, Euroclash: The EU, European Identity and the Future of Europe, Oxford, Oxford University Press, 2008 (with Colin Hay and George Ross). In: Socio-Economic Review, Vol. 7, 2009, No. 3, 535-552.
- Korporatismus in der Europäischen Union (mit Armin Schäfer). In: Martin Höpner, Armin Schäfer (Hg.), Die Politische Ökonomie der europäischen Integration. Schriften aus dem Max-Planck-Institut für Gesellschaftsforschung, Bd. 61. Frankfurt am Main: Campus, 2008, 203-240.
- International Competition, Supranational Integration, National Solidarity: The Emerging Constitution of „Social Europe”. In: Kohli, Martin and Mojca Novak, eds., 2001: Will Europe Work? Integration, Employment and the Social Order. London: Routledge, 21-34.
- Europäische? Sozialpolitik? Introduction: Werner Eichhorst, Europäische Sozialpolitik zwischen nationaler Autonomie und Marktfreiheit: Die Entsendung von Arbeitnehmern in der EU. Frankfurt am Main: Campus, 2000, 19-35.
- Competitive Solidarity: Rethinking the "European Social Model". In: Hinrichs, Karl, Herbert Kitschelt, Helmut Wiesenthal, eds. ,2000: Kontingenz und Krise: Institutionenpolitik in kapitalistischen und postsozialistischen Gesellschaften. Frankfurt am Main: Campus, 245-261. Italian: Il modello sociale europeo: dalla redistribuzione alle solidarieta competitiva. Stato e mercato, No. 58, 2000, 3-24. Reprint in: Welfare States: Construction, Deconstruction, Reconstruction. Ed. by Stephan Leibfried and Steffen Mau. Vol. II: Varieties and Transformations. Cheltenham: Edward Elgar Publishing, 2008, 549-565.
- The Internationalization of Industrial Relations in Europe: Prospects and Problems. Politics and Society, Vol. 26, No. 4, 1998, 429-459.
- Gewerkschaften zwischen Nationalstaat und Europäischer Union. WSI-Mitteilungen, Vol. 51, January 1998, 1-4. Also in: Messner, Dirk , ed., 1998: Die Zukunft des Staates und der Politik. Möglichkeiten und Grenzen politischer Steuerung in der Weltgesellschaft. Bonn: J.H.W. Dietz Nachfolger, 1998, 218-246. Also as: Die Ent-Zivilisierung des Kapitalismus: Gewerkschaften zwischen Nationalstaat und Europäischer Integration. Internationale Politik und Gesellschaft, Vol. 4, 1996, 357-367
- Neither European Nor Works Councils: A Reply. Economic and Industrial Democracy, Vol. 18, No. 2, 1997, 325-337.
- Industrial Citizenship under Regime Competition: The Case of the European Works Councils. Journal of European Public Policy, Vol. 4, No. 4, 1997, 643-664. Italian: I diritti di cittadinanza in un regime di competizione: il caso dei comitati aziendali europei. Inchiesta, No. 120 (Yuro Kazepov and Giovanna Procacci, eds., La cittadinanza in discussione, Vol. 28, April-Juni 1998, 14-21).
- Governance in the European Union (with Gary Marks, Fritz W. Scharpf and Philippe C. Schmitter). London: Sage, 1996.
- Public Power Beyond the Nation-State: The Case of the European Community. In: Boyer, Robert and Daniel Drache, eds., 1996: The Future of Nations and the Limits of Markets. Toronto: McGill-Queen's University Press, 299-315. German: Öffentliche Gewalt jenseits des Nationalstaats? Das Beispiel der Europäischen Gemeinschaft. In: Fricke, Werner, ed., 1997: Jahrbuch Arbeit und Technik, Bonn: J. H. W. Dietz Nachf., 311-325. Spanish: Ciudadanía Bajo Régimen de Competencia. El Caso de los "Comités de Empresa Europeos". In: García, Soledad and Steven Lukes, eds., 1999: Ciudadanía: justicia social, identidad y participación, Madrid: Siglo XXI de España Editores, 45-89.
- The European Community: Between Mandatory Consultation and Voluntary Information (with Sigurt Vitols). In: Rogers, Joel and Wolfgang Streeck, eds., 1995: Works Councils: Consultation, Representation, Cooperation in Industrial Relations, Chicago: University of Chicago Press, 243-281.
- Neo-Voluntarism: A New European Social Policy Regime? European Law Journal, Vol. 1, No. 1, 1995, 31-59
- From Market-Making to State-Building? Reflections on the Political Economy of European Social Policy. In: Leibfried, Stephan and Paul Pierson, eds., 1995: European Social Policy: Between Fragmentation and Integration. Washington, D.C.: The Brookings Institution, 389-431. German: Vom Binnenmarkt zum Bundesstaat? Überlegungen zur politischen Ökonomie der europäischen Sozialpolitik. In: Leibfried, Stefan and Paul Pierson, eds., 1997: Standort Europa: Europäische Sozialpolitik. Frankfurt am Main: Suhrkamp, 396-421.
- Politikverflechtung und Entscheidungslücke: Zum Verhältnis von zwischenstaatlichen Beziehungen und sozialen Interessen im europäischen Binnenmarkt. In: Ronald Schettkat, Karlheinz Bentele, Bernd Reissert (Hg.), 1995: Reformfähigkeit von Industriegesellschaften: Festschrift für Fritz W. Scharpf. Frankfurt am Main: Campus, 101-130.
- European Social Policy after Maastricht: The 'Social Dialogue' and 'Subsidiarity'. Economic and Industrial Democracy, Vol. 15, 1994, 151-177. Swedish: Europeisk Socialpolitik efter Maastricht: Social Dialog och Subsidiaritet. Research Report, No. 2, Arbetslivscentrum (The Swedish Center for Working Life), 1993
- Public Interest and Market Pressures: Problems Posed by Europe 1992 (with David Mayes and Wolfgang Hager). London: MacMillan, New York: St. Martin's Press, 1993.
- National Diversity, Regime Competition and Institutional Deadlock: Problems in Forming a European Industrial Relations System. Journal of Public Policy, Vol. 12, 1992, 301-330. Also in: Economic and Political Changes in Europe: Implications on Industrial Relations. 3rd European Regional Congress of the International Industrial Relations Association. Bari: Cacucci Editore, 1993, 27-62. Italian: Le relazioni industriali nell' Europa che cambia. Industria e sindacato, XXXIV, 1992, 1-20.
- From National Corporatism to Transnational Pluralism: Organized Interests in the Single European Market (with Philippe C. Schmitter). Politics and Society, Vol. 19, No. 2, 1991, 133-164. Slightly extended Version in: Eichener, Volker and Helmut Voelzkow, eds. , 1994: Europäische Integration und verbandliche Interessenvermittlung. Marburg: Metropolis Verlag, 181-215. Republished in: Hay, Colin and Bob Jessop, eds., 1995: Beyond the State? New Directions in State Theory. London: MacMillan. And in: Gabaglio, Emilio and Reiner Hoffmann, eds., 1998: The ETUC in the Mirror of Industrial Relations Research. Brussels: European Trade Institute, 131-170.
- More Uncertainties: West German Unions Facing 1992. Industrial Relations, Vol. 30, 1991, 317-349. Italian: Ancora incertezze: i sindacati tedeschi e il 1992. Giornale di diritto del lavoro e di relazioni industriali, Vol. 51, 1991, 513-550. Also in: Goetz, Klaus H., ed., 1996: Germany. Volume II, The International Library of Politics and Comparative Government, Aldershot: Dartmouth, 351-384.
- La dimensione sociale del mercato único europeo: verso un' economía non regolata? Stato e mercato 1990, 29-68